# Romanos 10
.

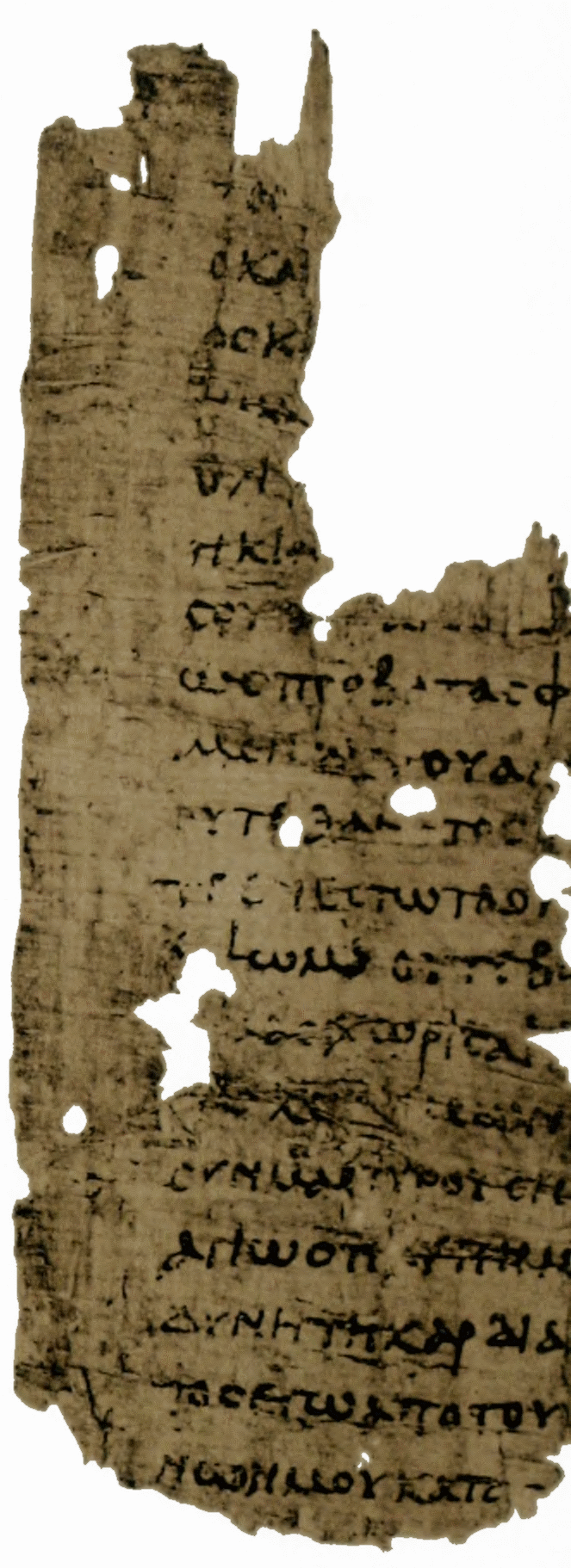
Epístola a los romanos 8:12-22 en el mayor de los dos fragmentos que forman el Papiro 27 (anverso), escrito en el siglo III

Romanos 10 es el décimo capítulo de la Epístola a los Romanos del Nuevo Testamento de la Biblia cristiana. Su autor es Pablo el Apóstol, mientras se encontraba en Corinto a mediados de los años 50 d. C., con la ayuda de un amanuense (secretario), Tercio, que añade su propio saludo en Romanos 16:22. Pablo continúa su discusión sobre el rechazo del Israel al propósito de Dios que había comenzado en capítulo 9: a pesar de su «angustia por Israel» sigue siendo el «deseo de su corazón y su oración a Dios por los israelitas para que se salven».

## Texto
El texto original fue escrito en griego koiné. Este capítulo está dividido en 21 versículos.